# Jean Courtecuisse
Pour les articles homonymes, voir Courtecuisse et Jean Courtecuisse (homme politique).
Jean Courtecuisse (en latin : Johannes Breviscoxe, Johannes de Brevi Coxa ou Johannes de Curtacoxa), né vers 1350 dans le diocèse du Mans et mort le 4 mars 1423 à Genève, est un prélat et théologien français, brièvement évêque de Paris puis évêque de Genève à la fin de sa vie.

## Biographie
Jean de Courtecuisse est né dans le diocèse du Mans, à Haleine d'après Jean de Launoy qui a publié en 1677 une histoire du Collège de Navarre.
Il a fait ses études à Paris au collège de Navarre, où il est licencié ès arts en 1373, puis à la faculté de théologie de l'Université de Paris ; il est reçu docteur en théologie en 1389 et enseigne la théologie à l'université de Paris. Il est  aumônier du roi Charles VI et conseiller au Grand Conseil à partir de 1408 ; de 1416 à 1421, il est doyen de la faculté de théologie et il fait fonction de chancelier de l'Université de Paris en l'absence de Jean de Gerson de 1419 à 1421.
Il est chargé par l'université et par le roi de plusieurs missions, qui concernent particulièrement la question du Grand Schisme d'Occident et les tentatives pour le régler. Il assiste au concile de Pise du 25 mars au 7 août 1409 ; il est envoyé en ambassade par Charles VI à plusieurs reprises à ce sujet à Avignon en 1397 et à Marseille en 1406 auprès de l'antipape Benoît XIII, auprès du duc de Bourgogne Jean sans Peur en 1408. Il participe à trois ambassades importantes :
- en 1395, il se rend en Angleterre avec le patriarche latin d'Alexandrie Simon de Cramaud, Pierre Le Roy, abbé du Mont-Saint-Michel, et l'amiral de France Jean de Vienne pour présenter au roi Richard II et aux membres de l’Université d’Oxford la position du royaume de France : pour mettre fin au schisme, les deux papes concurrents devraient se démettre ;
- il fait partie en avril-mai 1400, avec Simon de Cramaud et le chambellan du roi Guillaume de Tignonville, de l'ambassade envoyée par Charles VI auprès des princes du Saint Empire, en Flandre, à Cologne et à Francfort (où ils assistent à la diète impériale), pour tenter de les rallier à la cause de Benoît XIII ;
- de mars à juillet 1407, il fait partie des 36 ambassadeurs envoyés à Rome par le roi auprès des deux papes rivaux, Benoît XIII et Grégoire XII, sous la direction de Simon de Cramaud[3].

Chanoine prébendé de Poitiers de 1391 à 1403, puis du Mans de 1398 à 1403, enfin de Notre-Dame de Paris en 1409, Jean de Courtecuisse est élu en décembre 1420 par le chapitre de Notre-Dame évêque de Paris, contre le candidat du parti des Bourguignons et du roi d'Angleterre Henri V, alors maîtres de la ville. Malgré cette élection et la confirmation obtenue du pape en juin 1421, il ne peut prendre possession de son siège ; il se réfugie à l'abbaye de Saint-Germain-des-Prés qui était hors les murs.
Le 12 juin 1422, Jean de Courtecuisse est transféré par le pape à la tête de l'évêché de Genève ; il s'y rend le 22 octobre et prend possession de son évêché ; il meurt quelques mois après son arrivée le 4 mars 1423 ; il est enterré dans la grande nef de la cathédrale de Genève devant le maître-autel. Il légue une partie de ses biens ainsi que sa bibliothèque au chapitre de Notre-Dame de Paris,.

## Œuvre
Prédicateur de renom, Jean de Courtecuisse a composé plusieurs oeuvres :
- des sermons en latin, dont trois pour la fête de saint Louis (Domine mi rex, Considerate lilia agri, et Multi prophete) prononcés au collège de Navarre devant l’Université de Paris[6] ; dans un autre intitulé Testamentum suum prononcé le 30 juin 1406 devant Louis II d'Anjou dans la cathédrale du Mans, il oppose la paix spirituelle offerte par le Christ aux trois manières de paix du monde[7] ;
- onze sermons en français[8],[9],[10].

Ces sermons sont conservés dans le manuscrit Latin 3546, en partie autographe, de la Bibliothèque nationale de France et dans le Ms. 2674 de la Bibliothèque de l'Arsenal à Paris.
- plusieurs opuscules théologiques,
- un traité Tractatus de fide et Ecclesia, Romano pontifice et concilii generali (Traité de la foi et de l'Église, adressé au pape et au concile)[13].

En 1403, il traduit en français et commente un texte moral, Formula vitæ honestæ, attribué à l'époque à Sénèque mais dont l'auteur est Martin de Braga : cette traduction, dédiée au duc Jean de Berry, est conservée dans une vingtaine de manuscrits sous le titre Le livre Senecque des quatre vertus,, ; elle est imprimée à Paris en 1491 par Antoine Vérard.